# Martin Bailey
Pour les articles homonymes, voir Bailey.
Martin Bailey est un illustrateur néo-zélandais vivant à Auckland. Il est notamment connu pour avoir dessiné plusieurs timbres-poste pour la Nouvelle-Zélande.
En 1997, il reçoit du Philatelic Music Circle le prix du plus beau timbre musical de l'année pour les deux timbres du « 50e anniversaire du New Zealand Symphony Orchestra ».

## Œuvres

### Timbres-poste de Nouvelle-Zélande
- « Jeux olympiques de Barcelone », 1992.
- « 50e anniversaire du New Zealand Symphony Orchestra », 10 juillet 1996.
- « Olympic and Sporting Pursuits », série à l'occasion des Jeux olympiques de Sydney, six timbres, 4 août 2000 voir. Des sportifs en action sont dessinés vue à la verticale. Les sports olympiques représentés sont : l'aviron (sport), l'équitation, le cyclisme sur piste et le triathlon. Deux sports populaires en Nouvelle-Zélande sont illustrés : le boulingrin et le netball.